# مانفريد ليندنر
مانفريد ليندنر (بالألمانية: Manfred Lindner)‏ هو فيزيائي ألماني، ولد في 22 فبراير 1957.